# Josef Háša
Josef Háša (14. listopadu 1875 Brandýsek – 21. února 1939 Vídeň) byl český violoncellista

## Život
Byl hornickým učněm, k učení byl veden svým otcem Josefem Hášou, který byl horníkem. Po dokončení základního vzdělání hrál jako elév u vojenské hudby ve Štýrském Hradci. V letech 1899–1902 studoval na Vídeňské konzervatoři. Od té doby žil ve Vídni trvale. Byl členem vídeňské Konzertgesellschaft. Poté byl učitelem na Violoncello. V roce 1919 založil smyčcové kvarteto.